# Sibundoy
Sibundoy – miasto w Kolumbii, w departamencie Putumayo.